# Битка при Магдаба
Битката при Магдаба се състои на 23 декември 1916 г. по време на Синайско-Палестинската кампания на Първата световна война. Атаката от Австралийско-новозеландската конна дивизия е проведена срещу окопан гарнизон на османската армия на югоизток от Бир Лахфан в Синайската пустиня, на 29 – 40 km от брега на Средиземно море. Тази победа на Египетския експедиционен корпус срещу гарнизона на Османската империя също осигурява град Ел Ариш след като османския гарнизон се изтегля.